# El Pedregal
El Pedregal – gmina w Hiszpanii, w prowincji Guadalajara, w Kastylii-La Mancha, o powierzchni 23,2 km². W 2011 roku gmina liczyła 84 mieszkańców.